# Ялчкаєво
Ялчка́єво (рос. Ялчкаєво) — село у складі Шарлицького району Оренбурзької області, Росія.

## Населення
Населення — 239 осіб (2010; 329 у 2002).
Національний склад (станом на 2002 рік):
- татари — 95 %